# Éduos
Éduos (Aedui) era um povo da Gália que habitava a região da actual Borgonha. 
Foram aliados dos romanos contra os alóbroges e arvernos e também de Vercingetórix. O imperador romano Cláudio concedeu-lhes a cidadania romana.